# William Hedley

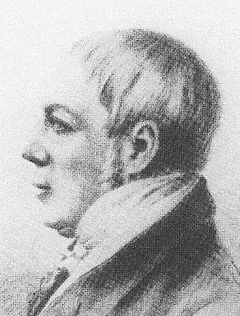
William Hedley, 1808.

William Hedley (Newburn, 13 juli 1779 - nabij Durham, 9 januari 1843)) was in de vroege 19e eeuw een van de leidende industriële ingenieurs.
Hij leverde een belangrijke bijdrage aan een aantal belangrijke innovaties in de begintijd van de ontwikkeling van de spoorwegen. Tijdens zijn werk als opzichter bij de Wylam-kolenmijn in de buurt van Newcastle upon Tyne, bouwde hij de eerste praktische stoomlocomotief die was gebaseerd op adhesie van ijzeren wielen op de ijzeren rails.